# Huracà Able (1951)
L'huracà Able va ser l'huracà més fort dels registrats fora de la temporada d'huracans de l'Atlàntic. Va ser el primer cicló tropical de la temporada d'huracans de l'Atlàntic de 1951 i el 15 de maig es desenvolupà a partir d'una depressió, aproximadament a uns 480 km al sud de les Bermudes. Inicialment era un cicló subtropical, però Able es convertí completament en tropical en moure's sobre les aigües temperades del corrent del Golf, i assolí el nivell d'huracà el 17 de maig quan era prop de la costa de Florida. Girà al sud-est i de nou cap a l'est per l'acció d'un corrent proper a les Bahames, això abans que prengués un rumb en direcció nord. El 22 de maig Able assolí la seva màxima intensitat amb vents de fins a 150 km/h quan era a 115 km del cap d'Hatteras, a Carolina del Nord. L'huracà es debilità en girar cap a l'est, convertint-se en un cicló extratropical el 23 de maig.
Els efectes d'Able en el continent foren petits. A Florida, deixà precipitacions lleus mentre que a les Bahames produí vents de 152 km/h. Des de Carolina del Nord fins a Nova Anglaterra, Able produí marejades superiors a les normals. Però no es té constància de la mort de cap persona.

## Història meteorològica

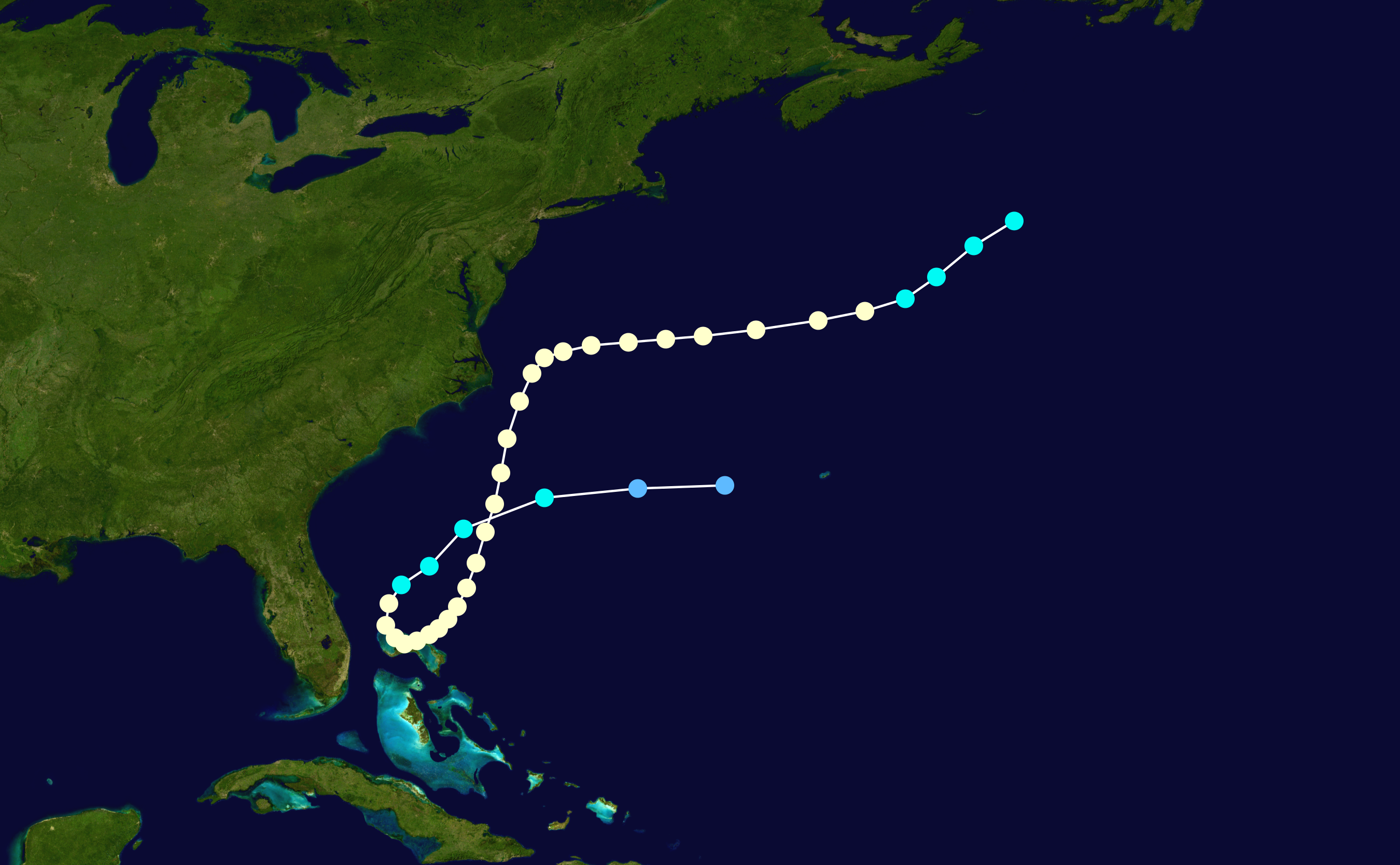
Trajectòria de la tempesta.

El 12 de maig de 1951, aparegué una depressió activa a la costa est dels Estats Units i l'endemà passà prop de les Bermudes. Inicialment la depressió es localitzà prop de la superfície, però avançà cap a l'est acompanyada de vents freds, estenent-se cap a nivells mitjans i alts de l'atmosfera. El 14 de maig, una àrea aïllada de baixa pressió es desenvolupà, separada dels vents de l'oest. L'aire fred continuà actiu per darrere de la depressió, amb una temperatura propera als 7° C, una temperatura més freda de l'habitual en aquesta temporada de l'any; aquest aire fred s'estengué a més a través dels nivells baixos en conjunció amb els vents tebis del nivell superior i una temperatura temperada de la superfície marina, donant com a resultat una grans quantitat d'inestabilitat. La depressió polar s'anà debilitant de manera gradual per l'acció pels vents del nivell baix, i el 15 de maig es convertí en depressió subtropical quan es trobava a uns 480 km al sud de les Bermudes.
La depressió, localitzada sota una borrasca de nivell superior, prengué inicialment una trajectòria dinàmica cap a l'oest però el 16 de maig realitzà un gir cap a l'oest-sud-oest just quan la borrasca de nivell superior es dirigí cap al sud-oest. Més tard, aquell mateix dia, la depressió s'apropà a aigües més càlides en el corrent del Golf. Unes fortes divergències en la depressió del nivell superior i un sistema d'altes pressions del nord-est crearen les condicions favorables per convertir la depressió en un cicló tropical, i aquella mateixa tarda ja s'enregistraren uns vents màxims de 65 km/h. La tempesta continuà intensificant-se en dirigir-se al sud-oest i el matí del 17 de maig una nau que navegava prop del centre de l'huracà informà d'uns vents de 88 km/h i ones de 9 m mentre es trobava a uns 200 km a l'est de Daytona Beach, Florida; aquestes dades indicaven que el sistema s'estava transformant en una tempesta tropical. Aquell mateix dia, una esquadra de reconeixement de l'Armada dels Estats Units volà per dins del sistema, i informà d'una tempesta que tenia ja plenament la força d'un huracà i que es desplaçava cap al sud.
El petit huracà va rebre el nom Able, i es dirigí cap al sud i l'est mentre passava prop dels bancs de les Bahames. Posteriorment Able girà cap al nord-est i al nord, per acabar realitzant finalment el 20 de maig un gir ciclònic. L'huracà continuà intensificant-se amb un ull de 32 km de diàmetre, i el 21 de maig un vaixell de reconeixement estimà que l'huracà generava vents màxims de 185 km/h. Poc després, el matí del 22 de maig, Able passà a 110 km a l'est del cap Hatteras (Carolina del Nord), i Able es debilità en girar cap a l'est. El 23 de maig disminuí la seva intensitat transformant-se en una tempesta tropical, mentre es desplaçava per aigües fredes, i aquella mateixa nit esdevingué un cicló extratropical quan estava a 840 km al sud de Halifax (Nova Escòcia). Els romanents del cicló extratropical es dirigiren cap al nord-est abans de diluir-se la tarda del 24 de maig.

## Impacte i marques
Just després de conèixer-se l'aparició de l'huracà foren emesos avisos de tempesta ciclònica des de Savannah (Geòrgia) fins a Fort Pierce (Florida). L'Administració Nacional Oceànica i Atmosfèrica avisà a totes les embarcacions petites que romanguessin als ports; també es recomanà als residents del nord de les Bahames que prenguessin precaucions de manera immediata. A la Gran Bahama, l'amenaça d'huracà provocà que un grups de treballadors d'una obra militar evacués la zona traslladant-se terra endins. L'equip estava construint un lloc d'observació per a guiar míssils d'abast des del Cap Canaveral. També, en dues illes de les Bahames, per seguretat, dotzenes de bots de pescadors fugiren del mar obert i dos aeroplans miraren d'evitar l'huracà. Foren publicats avisos de petites embarcacions i advertències de tempestes des de Carolina del Nord fins a Nova Anglaterra. Mentre, prop de les Bahames, Able es desplaçava lentament i produïa vents moderats, però també vents sostinguts de 145 a 152 km/h a Walker Cay, i amb menys força a la Gran Bahama i a les illes Abaco. L'huracà produí ones altes a Wilmington (Carolina del Nord) i una maror anormalment alta a Nova Anglaterra, tot i que no hi ha informes de danys.
Able és un dels 4 huracans que al llarg de la història han aparegut durant el mes de maig. Els altres tres ho feren el 1989, el 1970 i el 1908. Quan el 21 de maig de 1951 Able obtingué la categoria d'huracà, es convertí en el que més aviat s'havia presentat de tota la història dels huracans de l'Atlàntic. A més, Able fou el de més energia ciclònica acumulada d'entre tots els ciclons tropicals de fora de temporada, amb un valor de 17,23.